# Bjørn Hjelmborg
Bjørn Hjelmborg  (født 25. januar 1911 på Frederiksberg, død 2. maj 1994 i Holte) var en dansk organist, musikhistoriker og komponist.
Hjelmborg karakteriserede sig selv som kunsthåndværker snarere end som kunstner og lagde vægt på, at hans værker var brugsgenstande. En stor del af hans musik blev skrevet på bestilling og til pædagogiske formål, ligesom også en del af hans litterære produktion. 
Efter gymnasietiden studerede han musikvidenskab ved Københavns Universitet og samtidig teori ved Det Kongelige Danske Musikkonservatorium. Han tog sin konservatorieeksamen i 1933 og året efter organisteksamen. Universitetsstudierne trak ud til 1944, fordi de blev afbrudt af gentagne studieophold i Italien. Undervejs i forløbet var Hjelmborg også beskæftiget som musiklærer og skrev på denne baggrund musik for børn og amatører. Fra 1940-1977 var han ansat som organist ved Holte Kirke og skrev en del musik med kirkelig relevans.
I 1942 blev han ansat på konservatoriet; fra 1949-1980 som professor i musikhistorie. Hans videnskabelige arbejde koncentrerede sig om ældre italiensk musik, men ved siden af det havde han en produktion af lettere tilgængelige værker om musikteori og musikhistorie.

## Værker om musik
- Une Partition de Cavalli (1945)
- Musikorientering (1948)
- Musikkens Teori (1948)
- Musikkens Historie (1949)
- Aspects of the Aria in the early Operas of F. Cavalli (1962)
- Om den venezianske arie indtil 1650 (1965)

Han har desuden skrevet talrige artikler og (med Børge Saltoft) redigeret Om Musik, 1946-1949 samt optrådt i DR med en række musikformidlende udsendelser. 

## Musik

### Davids salmer
- Salme 8 (SSA)
- Salme 13 – Hvor længe vil du evigt glemme mig, Herre
- Salme 10 (SAABa – 1980)
- Salme 18 (SATB og SSAA)
- Salme 23 – Herren er min hyrde (SSA og orgel)
- Salme 25 – Herre, jeg løfter min sjæl til dig (SATB – 1959)
- Salme 30 (kor 1991)
- Salme 34 (kor 1991)
- Salme 37 (SATB 1990)
- Salme 40 – Jeg biede trolig på Herren (SATB 1990)
- Salme 62 Min sjæl er stille for Gud alene (S og orgel)
- Salme 84 – Hvor elskelige er dine Boliger (SATB)
- Salme 90 (mezzosopran, fløjte, fagot og orgel – 1990)
- Salme 96 – Syng Herren en ny sang (SSA og orgel)
- Salme 103 (kor 1992)
- Salme 118 (SATB – 1990)
- Salme 121 (kor 1991)
- Salme 147 – Halleluja! Ja, det er godt at lovsynge vor Gud

### Andre sange (enstemmige og kor)
- 20 melodier fra Den danske Koralbog (kor 1991)
- Akvareller (1939)
- Betlehem
- Bymusen og Markmusen (3stemmig)
- De levendes Land (koral-fantasi for dobbelt-kor (lige stemmer) og børnekor 1962)
- Den første Sne (4stemmig sats?)
- Der ligger en Ø (2stemmig sats?)
- Det dufter af Poplernes brunlige Løv (4stemmig mandskor)
- Et Stjernebillede spejler (sang)
- En purpurprik
- Halvt dulgt bag Birkens Sommerslør (1940)
- Herrens er Jorden (4stemmig motet – 1940)
- Hos Abraham, Lot og Isak (kanon)
- Nacht
- Foraarsnat (4stemmig)
- Fugl sort-og-grå
- Solfontæne (1939)
- Søvnen
- Tre motetter for lige stemmer med og uden orgel (Min sjæl er stille for Gud alene; Herren er min hyrde; Syng Herren en ny sang – 1959)
- Vandet blænder
- Vise om Vaaren (3stemmig sats)
- Aarets Sange (Decembernætter; April paany; Folkevise; Det er igen den fine lyse Nat; En Sommervise; Nu kommer Mørket – 1943)

### Andet
- Concertino for Fløjte, Violin og Violoncel (1937)
- Fantasia for Orkester (1938)
- Divertimento for Fløjte, Violin, Viola og Violoncel (1939)
- Fra Himlen højt (julekantate kor og orgel/blæserkvintet – 1968/1983)
- Marias Uro (kirkespil – kor, soli, guitar og alt-blokfløtje – 1974)
- Sprællemanden i Gadara (kirkespil 1976)
- Missa Brevis (SSA og orgel 1982)
- Verdens Lys (mezzosopran, fløjte, fagot og orgel – 1986)
- Capriccio for Fagot og Orgel (1989)
- Dialog mellem Fagot og Orgel (1989)
- Fantasi for tværfløjte og orgel (1991)
- Preludio per organo 1993

- En Sommervise (sang med strygeorkester)
- Immagini per organo
- Emozioni per organo
- Meditazioni per organo

- Blokfløjtekvartet nr. 1 (Variationer over en dansk folkevise – 1975)
- Blokfløjtekvartet nr. 2 (variationer over en fransk julevise – 1975)
- Blokfløjtekvartet nr. 3 (variationer over et tema fra en ungarsk bondevise)
- Blokfløjtekvartet nr. 4 (Intonatione og Capriccio)
- Blokfløjtekvartet nr. 5 (Scherzo og improvizaione – 1979)